# Hisonotus carreiro
Hisonotus carreiro är en fiskart som beskrevs av Carvalho och Roberto Esser dos Reis 2011. Hisonotus carreiro ingår i släktet Hisonotus och familjen Loricariidae. Inga underarter finns listade i Catalogue of Life.